# Politischer Ehekonsens
Der Politische Ehekonsens war eine Bescheinigung, die im 19. Jahrhundert in den Ländern der Habsburgermonarchie ausgestellt wurde. Ziel war es, nur solche Eheschließungen zu gestatten, die aus Sicht der Obrigkeit erwünscht waren, weil die Eheleute wirtschaftlich zur Ernährung einer Familie in der Lage waren und voraussichtlich nicht die Armenkassen belasten würden.

## Historische Entwicklung
Am 17. Juni 1820 erging ein Hofdekret für alle Habsburgischen Länder. Darin wurde angeordnet, dass sich alle Heiratswilligen, die nicht dem Stand der Besitzer angehörten, von der jeweiligen Gemeinde eine Bescheinigung, den Ehekonsens, ausstellen lassen mussten. Pfarrer durften Trauungen nur noch vollziehen, wenn diese Bescheinigung vorlag. In der Praxis wurde der Zwang zur Ausstellung der Bescheinigung vielerorts auch auf Paare aus dem Besitzerstand ausgeweitet. Andererseits gab es wiederholt Fälle, in denen Priester Ehen auch ohne die behördliche Billigung schlossen, was sowohl von staatlicher wie von kirchlicher Seite sanktioniert wurde.
1869 wurden der politische Ehekonsens in weiten Teilen der Habsburger Monarchie abgeschafft. In Salzburg blieb er bis 1888, in Tirol und Vorarlberg bis 1923 gelockert bestehen. In Tirol waren ihm nur noch Gesellen, Dienstboten, Tagelöhner und Inwohner unterworfen. Selbst ihnen durfte der Konsens nur verweigert werden, wenn sie Armenunterstützung erhielten oder unstet und erwerbslos waren.
Als vermutliche gesellschaftliche Folge des politischen Ehekonsenses lässt sich beispielsweise für Tirol ein deutliches Ansteigen des Heiratsalters belegen.

## Vorgeschichte
Beim Vorschriftenwerk zum politischen Ehekonsens handelte es sich um eine Verstetigung und Vereinheitlichung ähnlicher lokal bereits zuvor geltender Vorschriften. So wurde für Liechtenstein am 14. Oktober 1804 eine Verordnung zur Einführung des politischen Ehekonsenses erlassen, mit der Begründung „damit nicht durch Ehen solcher Menschen, die weder Vermögen haben, noch eine Profession betreiben, der Armutsstand vermehret und mit diesem noch mehr anderes Unheil veranlasset werde“. In Tirol datiert ein entsprechender Erlass der dortigen Regierung auf 1731, mit Bezügen auf mehrere Vorläufer, die bis 1684 zurückreichen. In mehreren süddeutschen und Schweizer Territorien gab es ähnliche Vorschriften, ebenso wie in mehreren lokalen Weistümern.

## Römerehe
Eine unbeabsichtigte Folge des politischen Ehekonsenses war die so genannte „Römerehe“, die zumindest für Tirol verbürgt ist. Da in Rom unverheiratet zusammen angetroffene Paare zwangsverheiratet wurden, begaben sich mehrere Paare, denen der Ehekonsens verwehrt worden war, auf die Wanderschaft von Tirol nach Rom, um sich dort absichtlich aufgreifen und verheiraten zu lassen. Diese Praxis und die Tatsache, dass die ohnehin mittellosen Paare nach der langen Reise den österreichischen Vertretern in Rom zur Last fielen, veranlasste die Hof- und Staatskanzlei 1838 zu einer Anweisung an die Tiroler Behörden, den Ehekonsens nicht unnötig restriktiv zu handhaben.

## Quelle
- Margareth Lanzinger: Das gesicherte Erbe: Heirat in lokalen und familialen Kontexten. Innichen 1700–1900 (= L’Homme Schriften. Reihe zur Feministischen Geschichtswissenschaft. Band 8). Böhlau, Wien 2003, ISBN 3-205-99371-3.